# Cecilia de York (1469-1507)
Cecilia de York (Palacio de Westminster; 20 de marzo de 1469-24 de agosto de 1507) fue la tercera hija de los 10 hijos de Eduardo IV de Inglaterra y de Isabel Woodville.

## Primeros Años
Cecilia nació el 20 de marzo de 1469 en el Palacio de Westminster, tercera hija del rey Eduardo IV de Inglaterra y de su esposa Isabel Woodville.

## Matrimonio
En 1474, su padre, formó una alianza matrimonial con Jacobo III de Escocia, en el que Cecilia estaba comprometida con su hijo Jacobo, futuro Jacobo IV de Escocia. Debido a esto, ella fue durante un tiempo llamada princesa de Escocia. Este acuerdo, sin embargo, fue poco popular en el Reino de Escocia, y los conflictos militares posteriores entre Eduardo y Jacobo, cancelaron el acuerdo matrimonial.

## Vida posterior
Con sus hermanas mayores, Cecilia estuvo presente en la boda de su hermano, Ricardo, duque de York en 1478. En 1480, Cecilia fue nombrada Dama de la liga, junto con su hermana mayor María.
Eduardo IV continuó pagando la dote de Escocia hasta el 11 de junio de 1482, y Cecilia fue prometida por el Tratado de Fotheringhay a Alejandro Estuardo, duque de Albany, el hermano menor exiliado de Jacobo III, que tenía ambiciones personales para el trono escocés. Sin embargo, Alejandro fue asesinado el 7 de agosto de 1485, sin casarse con Cecilia. 

## Descendencia
Cecilia se casó tres veces; la primera vaez con Rafael Scrope, que se anuló poco después, con Juan Welles, 1r vizconde de Welles y por último con Sir Tomás Kyme. Solo con Welles tuvo descendencia:
- Isabel Welles, prometida de Lord Thomas Stanley

- Ana Welles

## En la ficción

### Series de televisión
| Año           | Título             | Intérprete      | Director   |
| ------------- | ------------------ | --------------- | ---------- |
| 2017-presente | The White Princess | Suki Waterhouse | -          |
| 2013          | The White Queen    | Elinor Crawley  | James Kent |